# Assalto a Brécourt Manor
O Assalto a Brécourt Manor foi um assalto de paraquedistas militares norte-americanos contra uma posição fortificada de artilharia alemã que aconteceu em 6 de junho de 1944 durante a Invasão da Normandia na Segunda Guerra Mundial. Esta batalha é usada como exemplo de como uma unidade pequena e móvel pode superar uma posição inimiga superior numericamente e mais bem posicionada.

## Antecedentes e objetivo
Em 6 junho de 1944 os Aliados lançaram a Operação Overlord para conquistar o norte da França e libertar o resto do país. Na madrugada do Dia D, antes das principais forças americanas, britânicas, canadenses e de outras nações aliadas desembarcarem nas praias da Normandia, paraquedistas aliados eram lançados atrás das linhas inimigas para abrir caminho.
Paraquedistas da Companhia E (Easy) do 2º Batalhão do 506º Regimento de Infantaria aerotransportada americana participaram dos saltos na Normandia. O líder da companhia, o tenente Thomas Meehan III, morreu quando seu avião C-47 foi derrubado. O seu segundo no comando, o primeiro-tenente Richard Winters teve que assumir. As unidades paraquedistas que foram lançadas pela Normandia foram espalhadas por toda a região sudeste da península do Cotentin, devido ao fogo antiaéreo alemão. Winters reuniu um grupo de colegas soldados perto de Le Grand Chemin, na manhã de 6 de junho de 1944, e tentou seguir para conquistar os objetivos. Com poucas instruções e ordens não muito claras, foi encarregado a Winters de atacar uma bateria de artilharia inimiga. A unidade alemã utilizava canhões de 88 mm para bombardear as forças aliadas que desembarcavam na Praia de Utah. Outras companhias haviam tentado expulsar os alemães entrincheirados na região mas foram repelidas.
Winters conduziu uma missão de reconhecimento as 08h30, acompanhado por 12 homens de sua companhia e de outras companhias. Mesmo com poucas informações disponíveis da disposição das tropas alemães na região, Winters liderou o ataque a Brécourt Manor, localizado ao sul da praia de Utah e ao norte do vilarejo de Sainte-Marie-du-Mont. A posição inimiga consistia de baterias de canhões de 105 mm, interconectadas por trincheiras, defendidos por pelo menos uma companhia de soldados de infantaria alemães.
Winters disse que os alemães que defendiam a área eram membros do 6º Regimento Fallschirmjäger, cujas posições avançadas eram protegidas por um ninho de metralhadora MG42. A unidade alemã que ocupava Sainte Marie-du-Mont era a 919º Companhia de Granadeiros alemães (da 709ª Divisão de Infantaria) e era responsável pela segurança da região. Elementos da 91ª Divisão de Infantaria alemã também ajudava na proteção das redondezas, e ainda havia canhões de artilharia em locais isolados. No total, havia pelo menos 60 soldados alemães defendendo Le Grand Chemin.
Os soldados alemães que originalmente manuseavam os quatro canhões de 105 mm de Le Grand Chemin haviam abandonado suas posições quando receberam notícias da aproximação do exército aliado. O tenente-coronel Friedrich von der Heydte da 6ª Brigada de Paraquedistas alemães, ao descobrir isso, foi até Carentan e ordenou que homens do 1º Batalhão ocupassem aquelas posições e defendessem Sainte-Marie-du-Mont e Brécourt, para assim poder oferecer resistência a luta na praia de Utah.

## Batalha
Winters e seus soldados chegaram na posição da artilharia alemã, na manhã do dia 6 de junho de 1944. Uma vez lá, e com visão completa do campo, ele fez seu plano. Ele posicionou duas metralhadoras M1919 para dar cobertura e ordenou que um grupo de soldados (o segundo-tenente Lynn D. Compton, o soldado Donald Malarkey e o sargento William J. Guarnere) flanqueasse e destruísse com granadas um ninho de metralhadora que protegia a retaguarda alemã.
As posições de artilharia dos alemães em Brécourt eram conectadas por trincheiras que forneciam a eles uma maneira rápida de guarnecer e suprir seus canhões, mas isto também lhes trouxe uma desvantagem. Após atacar rápido e destruir o primeiro canhão alemão, Winters e seus soldados usaram essas trincheiras para se locomover facilmente entre as posições alemãs, confundindo os defensores devido a mobilidade dos paraquedistas e facilidade com que se moviam entre as posições. A luta foi intensa e a troca de tiros violenta, enquanto ambos os lados se defendiam de forma obstinada. Os canhões alemães eram destruídos usando explosivos TNT colocados na boca da arma. Os explosivos eram acionados usando granadas de mão alemãs.
Os paraquedistas americanos da Companha E foram reforçados por homens da Companhia D (Dog), liderados pelo tenente Ronald C. Speirs, que pessoalmente atacou o quarto e último canhão. Speirs tinha uma reputação de ser um oficial excelente e extremamente agressivo. Ele liderou seus homens atacando a última posição alemã por fora das trincheiras, se expondo ao fogo inimigo.
Depois de destruir os quatro canhões alemães, a unidade de Winters foi atacada por metralhadoras alemãs do lado oposto de Brécourt Manor, forçando-os a recuar. Enquanto ele se movia pelas trincheiras do inimigo, ele encontrou um mapa da região que mostrava as posições de artilharia e a disposição dos ninhos de metralhadora alemã pela área da Península do Cotentin. Esta informação se mostrou muito valiosa, e quando Winters retornou de Le Grand Chemin ele entregou estes dados imediatamente para o oficial de inteligência (e seu amigo) Lewis Nixon. Nixon então percorreu 4,82 quilômetros até a praia de Utah e passou a informação para o comando-geral. Respondendo com entusiasmo, o comando mandou Nixon de volta para Winters com dois tanques para apoiar os paraquedistas. Winters direcionou esses blindados em apoio a seus homens e os usou para expulsar os alemães remanescentes de suas posições perto da praia de Utah.

### Baixas
Winters teve apenas um homem morto no ataque a posição de artilharia em Brécourt, o soldado John D. Halls, da companhia A (Able). Um outro soldado, Robert "Popeye" Wynn, foi ferido em ação, ele foi então levado de volta a Inglaterra e se recuperou dos seus ferimentos. Outra baixa reportada foi o oficial Andrew Hill, que foi morto enquanto passava pela batalha procurando o quartel-general do regimento. O sargento "Rusty" Houck, da companhia F, que estava com Speirs, também foi morto. Mais um outro soldado, da Companhia D, também acabou morrendo. Pelo menos 20 militares alemães foram mortos no decorrer do tiroteio.

## Consequências
As tropas que desembarcavam na praia de Utah não enfrentaram muitas dificuldades, em parte devido ao sucesso desta operação. O coronel Robert Sink, comandante do 506º Regimento, recomendou ao alto-comando que Richard Winters recebesse a Medalha de Honra (a mais alta condecoração militar americana) por sua liderança, mas ele acabou recebendo a Medalha por Serviços Distintos devido a uma política de que apenas um militar por divisão deveria receber a Medalha de Honra (que havia sido dada ao tenente-coronel Robert G. Cole do 502º Regimento de Infantaria Paraquedista, que levou uma carga bem sucedida a uma fazenda perto de Carentan, ocorrida 4 dias após o Dia D). Décadas mais tarde houve uma campanha para dar a Winters a medalha de honra mas o Congresso acabou não levando ela a diante e nenhum parlamentar reintroduziu a ideia.
A história do Dia D não faz muita referência a importância desta batalha. O historiador S. L. A. Marshall entrevistou Richard Winters sobre o ataque, mas havia muitos oficiais superiores presentes na sala e de acordo com o livro Beyond Band of Brothers, Winters deu menos crédito a si mesmo ao descrever os eventos para evitar a ideia de promoção pessoal e manter os eventos daquele dia sucintos. De fato, Marshall chegou a reportar falsamente que Winters tinha mais de 200 homens sob seu comando na hora do ataque, quando na verdade ele tinha menos de duas dúzias. Os militares que participaram da batalha, contudo, prezaram muito a liderança de Winters e sua reputação como um bom comandante começou a se firmar.
Winters e a Companhia E começaram a ser reconhecidos por sua bravura e competência após esta batalha, lutando até o fim da Segunda Guerra Mundial na Europa, em maio de 1945.